# Donnchad Midi mac Domnaill
Pour les articles homonymes, voir Duncan.
Donnchad Midi mac Domnaill (mort en 797) , est roi de Mide et Ard ri Érenn de 770 à 797.

## Origine
Donnchad Midi était le fils de Domnall Midi du Clan Cholmáin des Ui Neill du Sud et Ailbine fille d’Ailill mac Cenn Fáelad roi d’Ard Ciannachtae1.

## Règne
Il devient roi de Mide en 766 et obtient le titre d’Ard ri Érenn en 770 après l’abdication de Niall Frossach du Cenél nÉogain. Le surnom « Midi » qu’il partage avec son père et son grand-père est simplement l’indication de leur origine géographique le royaume de Mide. 
Donnchad Midi eut comme successeur comme roi de Mide son fils aîné Domnall mac Donnchada et comme Ard ri Érenn, Aed Oirdnide mac Neill fils de son prédécesseur.

## Unions et postérité
De ses deux épouses Fuirsech fille de Congall roi du Dál nAraidi et Bé Fáil († 801) fille de Muiredach roi du Dál Fiatach il laissa plusieurs fils et une fille connue :
- Domnall mac Donnchada Midi roi de Mide 797-799 et père de son successeur, Muiredach, également roi de Mide de 799-802.
- Ailill co-roi de Mide (802-803)
- Conchobar mac Donnchada roi de Mide 803-833 puis Ard ri Érenn.
- Máel Ruanaid chef du Clan Cholmáin puis roi de Mide 833-843 qui fut le père de Flan roi de Mide de 843 à 845 et de l’Ard ri Érenn Mael Seachnaill Ier mac Mael Ruanaid
- Diarmait co-roi de Mide 802-803 père de Niall co-roi de Mide mort en 826.
- Euginis épouse de Aed Oirdnide mac Neill

## Sources
- (en) Edel Bhreathnach The kingship and landscape of Tara  Editor Four Courts Press for The Discovery Programme Dublin (2005)  (ISBN 1851829547) .
- (en) Francis J.Byrne Irish Kings and High-Kings, Courts Press History Classics Dublin (2001)  (ISBN 1 851 82 1961)
- (en) Gearóid Mac Niocaill, Ireland before Vikings, Dublin, Gill & Macmillan, 1972, p. 131,139,140,142-4
- (en) Dictionary of Irish Biography article de Ailbhe Mac Shamhrain, Donnchad Midi